# La prima sorgente
(Frase scritta sul retro del libro.)
La prima sorgente è il quarto e ultimo libro della saga fantasy Century, scritto da Pierdomenico Baccalario ed edito da Piemme nel 2008.

## Trama
La storia è ambientata a Shanghai (città dell'Acqua), la città di Sheng, uno dei protagonisti del libro, e anche del loro nemico, Heremit Devil.
Harvey si usa come esca per entrare nell'edificio di Heremit Devil e riprendere gli oggetti che LORO avevano rubato.
Tra corse, scoperte e tranelli Sheng scopre un'amara verità e riesce con i suoi compagni a scoprire il suo dono:
Harvey riesce a sentire le voci dei morti e a curare la terra;
Elettra controlla l'elettricità e la luce;
Mistral è in grado di comunicare agli animali cantando;
Sheng può vedere cosa sognano le persone (come l'ex figlio di Heremit Devil).
Seguendo vari indizi raggiungono un'isola che compare ogni cento anni e comprendono la parte del patto a loro ancora sconosciuto.

## Edizioni
- Pierdomenico Baccalario, La prima sorgente, 1ª edizione, Piemme, marzo 2008,  p. 354, ISBN 978-88-384-5416-5.